# Chapelle de la Pureté

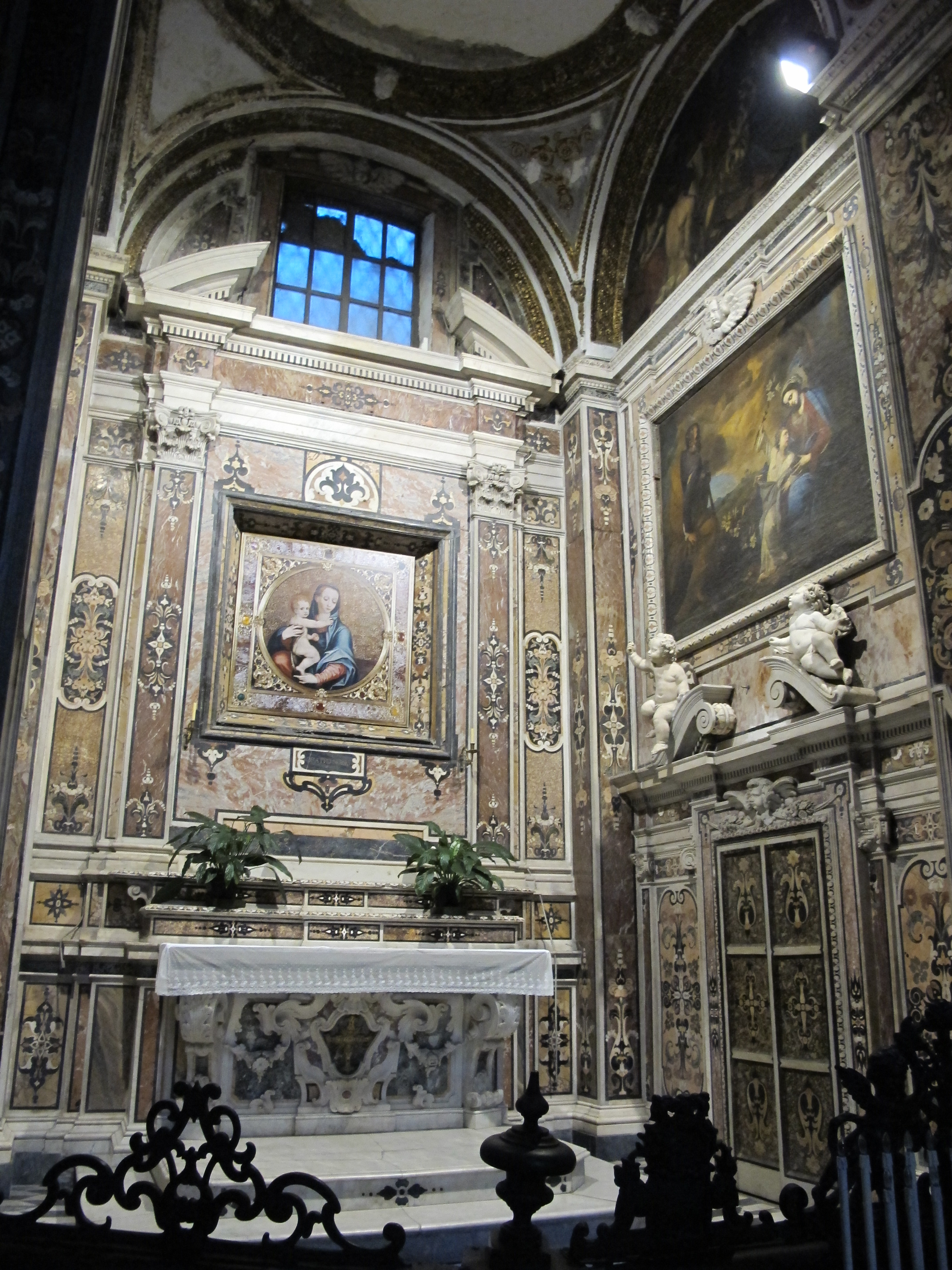
Vue de la chapelle.

La chapelle de la Pureté (cappella della Purità) est une des chapelles de la basilique San Paolo Maggiore de Naples, basilique construite entre 1530 et 1638.

## Histoire et description

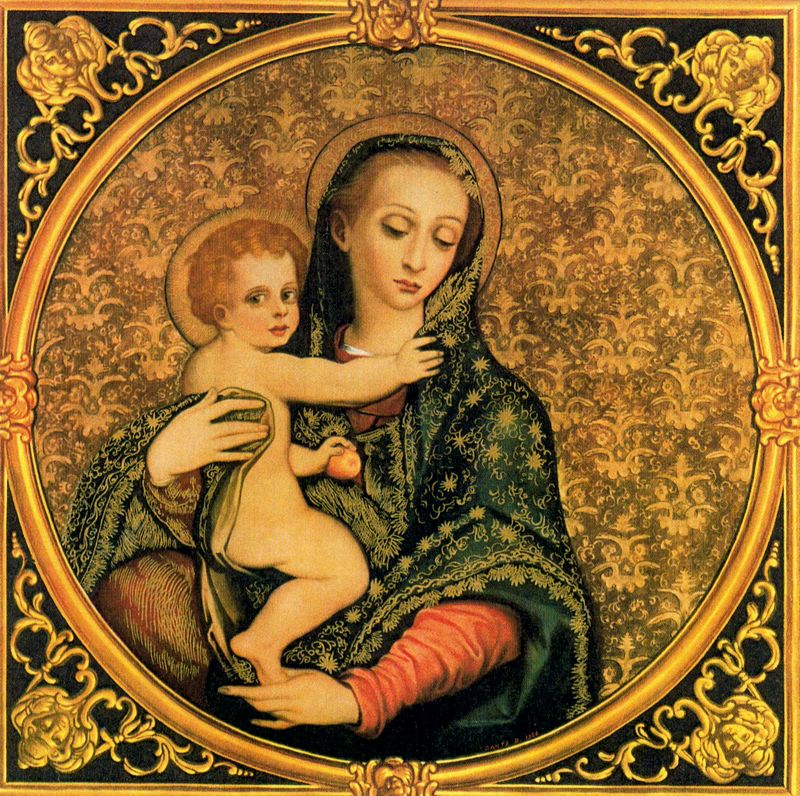
La Madone de la Pureté de Luis de Morales.

La chapelle a été voulue pour abriter une image peinte fort vénérée, La Madone de la Pureté, œuvre de Luis de Morales, donnée en 1641 par le prêtre Diego de Bernardo y Mendoza à la congrégation des théatins de Naples, propriétaire de la basilique et de sa maison de formation attenante. La peinture présentée aux fidèles aujourd'hui est une copie, l'originale se trouvant dans le couvent.
La décoration de marbres polychromes avec des incrustations est un chef-d'œuvre de Gian Domenico Vinaccia exécuté en 1681.
L'espace entier de la chapelle respecte le thème de la vertu de pureté et se réfère ainsi au tableau de la Madone de Morales avec par exemple le symbole du lys ou les sujets des toiles latérales : Scènes de la vie de la Vierge de Massimo Stanzione et les toiles des lunettes en haut, La Présentation de Jésus au Temple (à droite) et La Nativité de la Vierge (à gauche), œuvres attribuées à Pacecco de Rosa.  
L'espace précédant la chapelle, le long de la nef de droite, est aussi particulièrement remarquable grâce à ses quatre statues figurant les vertus cardinales; ce sont:
- La Tempérance, œuvre d'Andrea Falcone (1675)
- La Force, œuvre de Nicola Mazzone, élève de Falcone (1704)
- La Justice, œuvre probablement de Mazzone
- La Prudence, œuvre d'Andrea Falcone (1675).

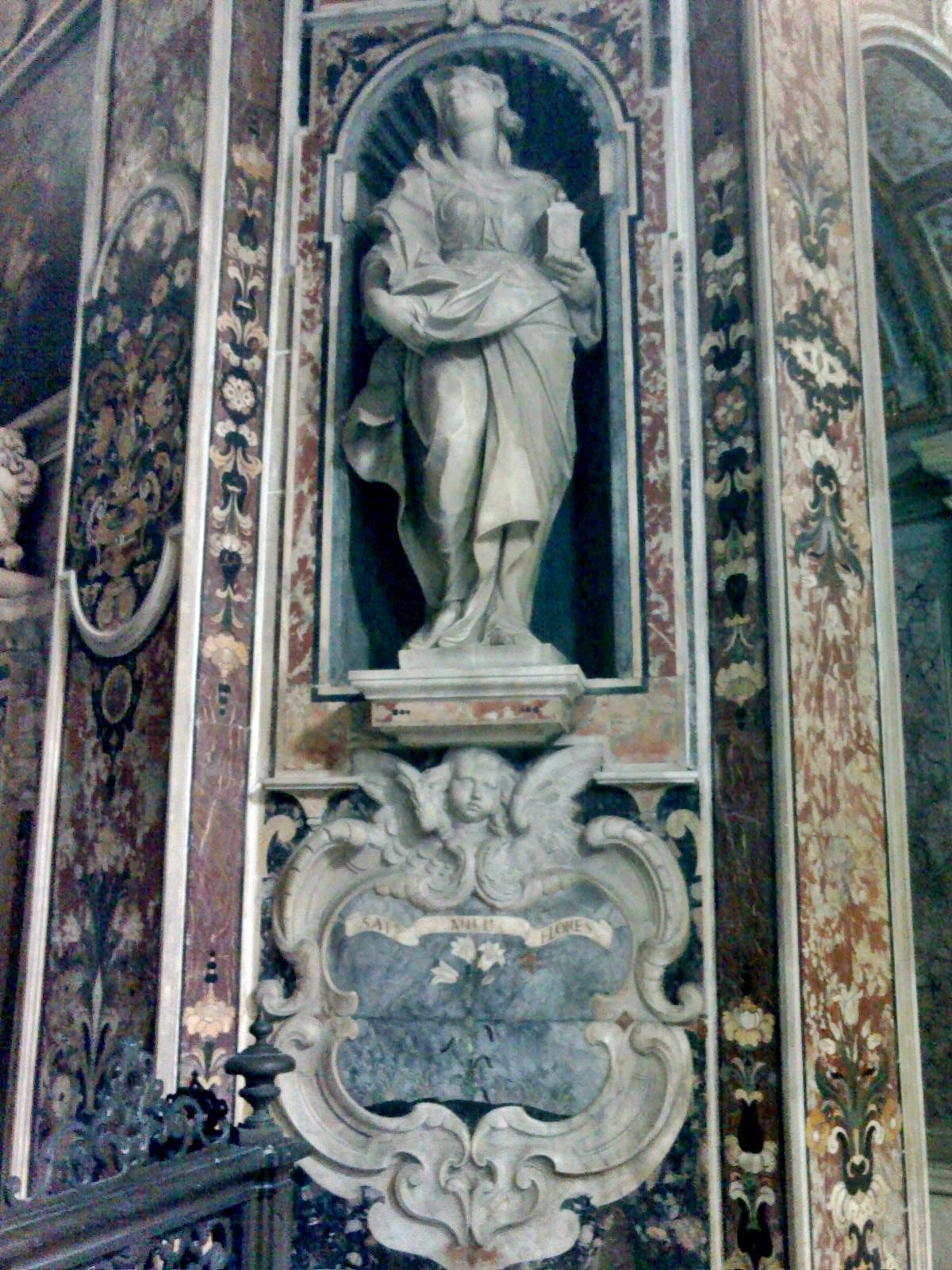
La Tempérance
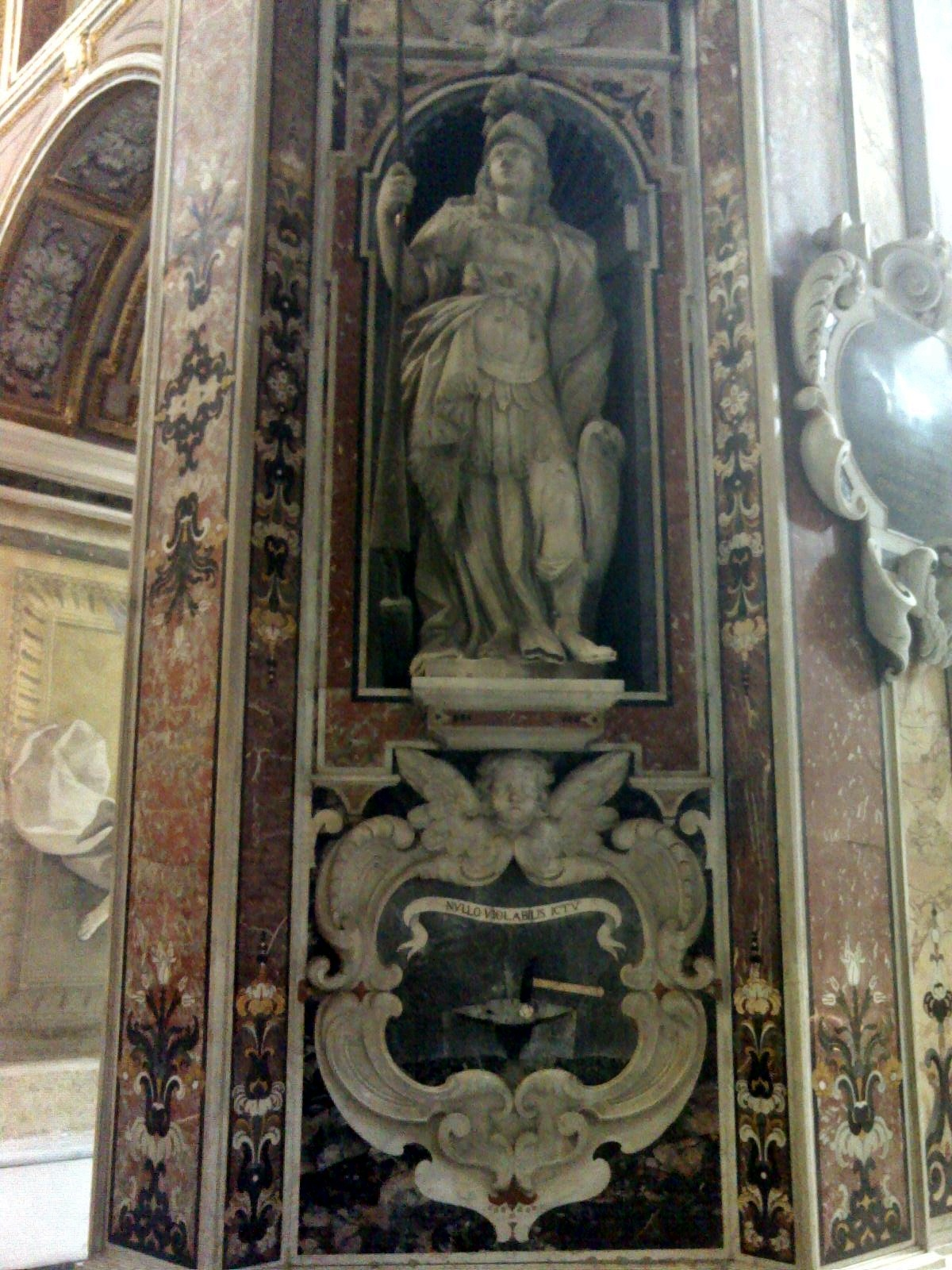
La Force
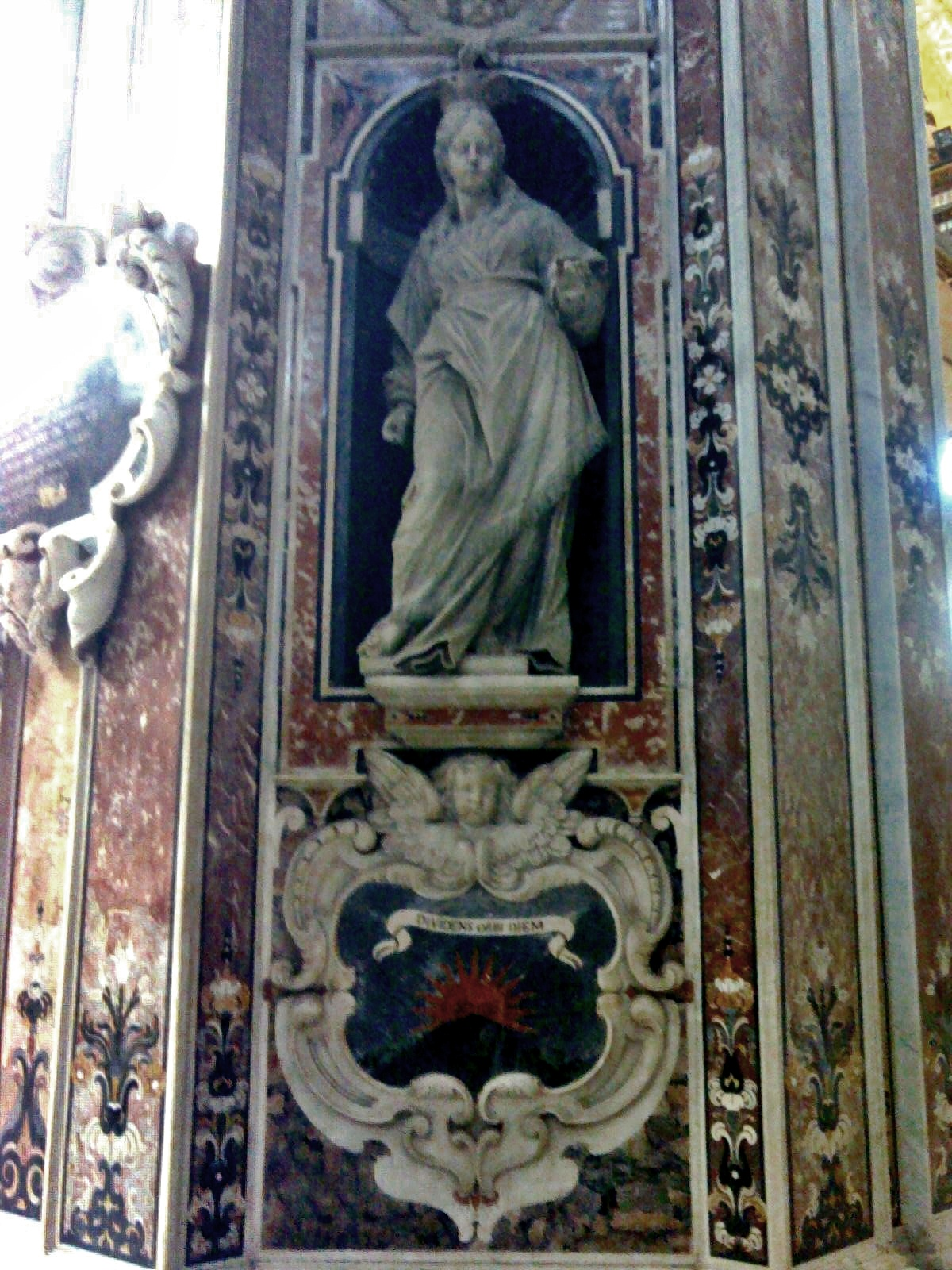
La Justice
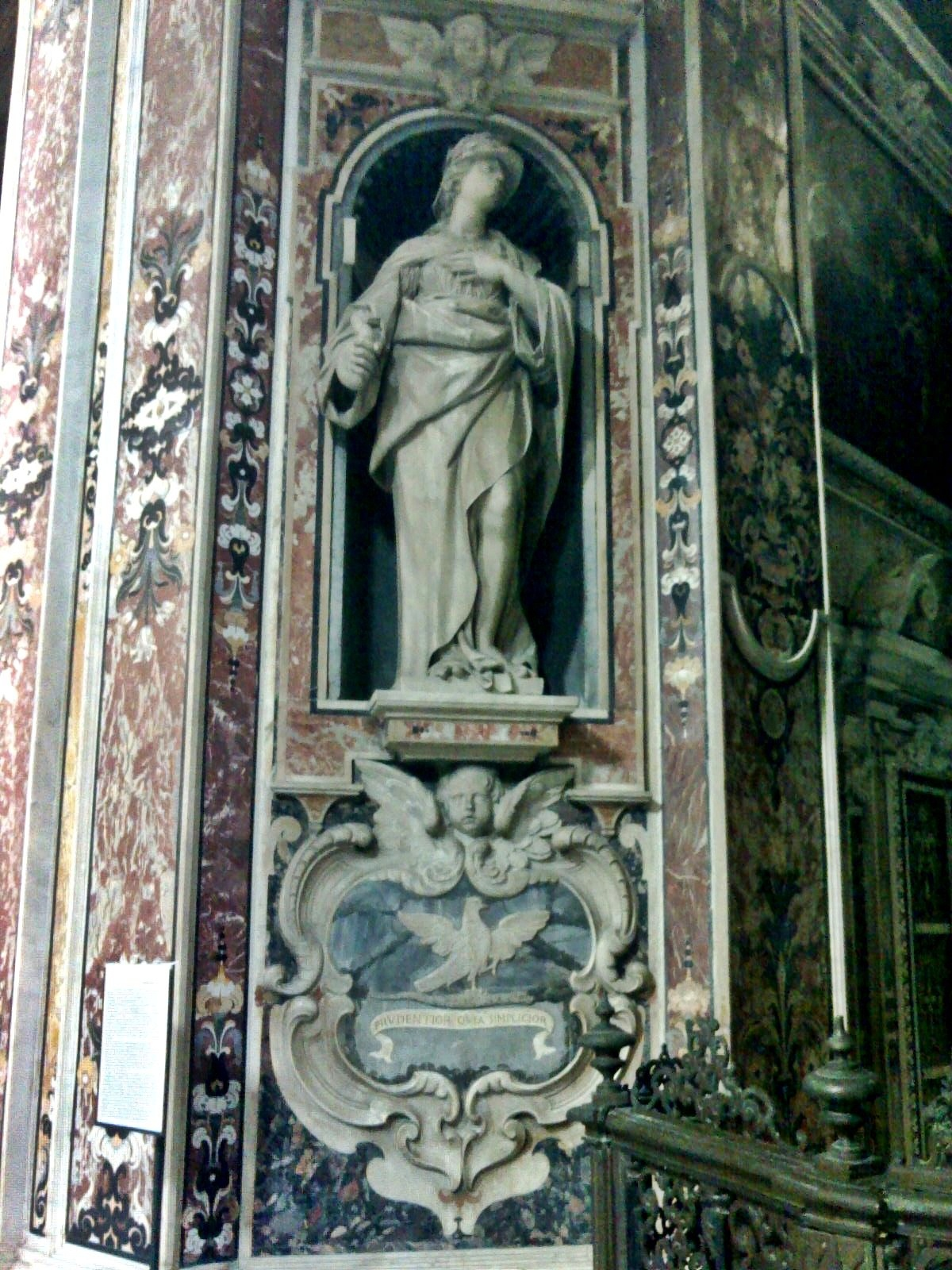
La Prudence